# Juan Carlos Carrizo
Juan Carlos Carrizo (San Miguel de Tucumán, Argentina, 3 de junio de 1987) es un futbolista argentino. Se desempeña como extremo izquierdo y su equipo actual es Unión San Felipe que se encuentra en la Primera B de Chile.

## Clubes
| Club                | País         | Año             |
| ------------------- | ------------ | --------------- |
| San Lorenzo         | Argentina    | 2005            |
| PSV Eindhoven       | Países Bajos | 2005 - 2006     |
| Elche               | España       | 2006 - 2007     |
| Olimpo              | Argentina    | 2007 - 2008     |
| Argentinos Juniors  | Argentina    | 2008 - 2009     |
| Huracán             | Argentina    | 2009 - 2010     |
| Argentinos Juniors  | Argentina    | 2011 - 2012     |
| San Jorge           | Argentina    | 2012 - 2013     |
| San Lorenzo de Alem | Argentina    | 2013 - 2015     |
| Juventud Antoniana  | Argentina    | 2015 - 2016     |
| Unión San Felipe    | Chile        | 2017 - Presente |